# Черняк Олександр Іванович
Черняк Олександр Іванович (нар. 16 вересня 1958 — 12 квітня 2021) — український економіст, науковець та педагог. Завідувач кафедри економічної кібернетики Київського національного університету імені Тараса Шевченка. Доктор економічних наук, професор (2005).

## Освіта
- 1980 — закінчив факультет кібернетики Київського університету імені Тараса Шевченка.
- 1980—1983 — аспірантура кафедри прикладної статистики Київського університету.
- 1985 — захистив дисертацію на здобуття вченого ступеня кандидат фізико-математичних наук.
- 2005 — захистив дисертацію на здобуття вченого ступеня доктора економічних наук за спеціальністю 08.03.02 — економіко-математичне моделювання.

## Життєпис
- 1983—1986 — науковий співробітник лабораторії ймовірностно-статистичних методів Київського університету.
- 1986—1995 — асистент, доцент кафедри прикладної статистики факультету кібернетики Київського університету.
- 1995—1996 — доцент кафедри економічної кібернетики економічного факультету Київського університету.
- З 1996 — завідувач кафедри економічної кібернетики економічного факультету Київського університету.

## Наукові інтереси
- Економіко-математичне моделювання
- Теорія ймовірностей та математична статистика
- Економетрика
- Техніка вибіркових досліджень
- Актуарна математика

## Нагороди
- Державна премія України в галузі науки і техніки 2011 року — за цикл наукових праць «Конструктивна теорія моделювання, аналізу та оптимізації систем із неповними даними та її застосування» (у складі колективу)[3].

## Наукові праці та підручники
Автор 192 наукових робіт, серед них 6 монографій, 128 наукових статей, 23 підручника та навчальних посібника, 35 навчально-методичних робіт:
- Анісімов В. В. Математична статистика: навчальний посібник / В. В. Анісімов, О. І. Черняк — К.: МП «Леся». — 1995. — 105 с.
- Черняк О. І. Динамічна економетрика: навчальний посібник / О. І. Черняк, А. В. Ставицький. — К.: КВІЦ, 2000. — 120 с.
- Черняк О. І. Теорія ймовірностей та математична статистика. Збірник задач: навчальний посібник / О. І. Черняк, О. М. Обушна, А. В. Ставицький. — 2-ге вид. — К.: Знання, КОО, 2002. — 199 с.
- Черняк О. І. Техніка вибіркових досліджень: монографія / О. І. Черняк. — К.: МІВВЦ, 2001. — 248 с.
- Конспект лекцій з магістерської спеціальності «Прикладна економіка». Том II. Базові модулі: «Прикладна економетрика», «Часові ряди», «Економічна динаміка»: навчальний посібник / О. В. Комашко, А. В. Ставицький, О. І. Ляшенко та інші. Під ред. О. І. Черняка. — Донецк: ДонНУ, 2004. — 382 с.
- Геєць В. М. Моделі і методи соціально-економічного прогнозування: підручник / В. М. Геєць, Т. С. Клебанова, О. І. Черняк, В. В. Іванов, Н. А. Дубровіна, А. В. Ставицький. — Харків: ВД «ІНЖЕК», 2005. — 396 с.
- Федоренко І. К. Дослідження операцій в економіці: підручник / І. К. Федоренко, О. І. Черняк, Г. О. Чорноус, О. О. Карагодова, О. В. Горбунов. За ред. І. К. Федоренко, О. І. Черняка. — К.: Знання, КОО, 2007. — 558 с.
- Черняк О. І. Системи обробки економічної інформації: [підручник] / О. І. Черняк, А. В. Ставицький, Г. О. Чорноус. — К.: Знання, 2006. — 447 с.
- Геєць В. М. Моделювання економічної безпеки: держава, регіон, підприємство: [монографія] / В. М. Геєць, М. О. Кизим, Т. С. Клебанова, О. І. Черняк О. І., О. В. Баженова та інші. За ред. В. М. Гейця. — Харків: ВД «ІНЖЕК», 2006. — 239 с.
- Сучасна економічна освіта: Україна і Болонський процес / За ред. В. Д. Базилевича. — К.: Знання, 2006. — 326 с.
- Экономическая кибернетика: учебник / В. В. Витлинский, В. Н. Бурков, В. Я. Заруба, Д. А. Новиков, Т. С. Клебанова, К. Ф. Ковальчук, В. М. Вовк, А. И. Черняк. — Т. 2. — Кн. 2.: Методология прикладных исследований экономической кибернетики.—Донецк: ООО «Юго-Восток, Лтд», 2007. — 324 с.
- Є.Слуцький. Визнання. Творча спадщина з погляду сучасності: монографія / За ред. В. Д. Базилевича — К.: Знання, 2007. — 919 с.
- Каліон В. А. Основи інформатики. Структурне програмування на Паскалі: Практикум: навчальний посібник/ В. А. Каліон, О. І. Черняк О. І., О. М. Харитонов. — К.: Центр учбової літератури, 2007. — 248 с.
- Макроекономічна політика в Україні: проблеми науки та практики: монографія / В. С. Пономаренко, М. О. Кизим, В. В. Вітлінський, Т. С. Клебанова, О. І. Черняк, О. В. Баженова та інші. — Х.: ВД «ІНЖЕК», 2007. — 352 с.
- Страхування: підручник / В. Д. Базилевич, Р. В. Пікус, А. О. Старостіна, О. І. Черняк, В. В. Шпирко та інші. За ред. В. Д. Базилевича. — К.: Знання, 2008. — 1019 с. (Київському національному університету імені Тараса Шевченка 175 років).
- Маркетинг: підручник / А. О. Старостіна, Н. П. Гончарова Н. П., Є. В. Крикавський, О. І. Черняк та інші. За ред. А. О. Старостіної. — К.: Знання, 2009. — 1070 с.
- Геєць В. М. Моделі і методи соціально-економічного прогнозування: підручник / В. М. Геєць, Т. С. Клебанова, О. І. Черняк, А. В. Ставицький та інші. — 2 вид., виправ. — Х.: ВД «ІНЖЕК», 2008. — 396 с.
- Ляшенко О. І. Вища математика для економістів: підручник / О. І. Ляшенко, О. І. Черняк, Т. В. Кравець, Н. В. Слушаєнко, О. В. Горбунов, В. В. Шпирко. За ред. О. І. Ляшенко, О. І. Черняка — К.: ВПЦ «Київський університет», 2008. — 547 с.
- Современные проблемы моделирования социально-экономических систем: [монография] / В. М. Вовк, Н. А. Кизим, В. М. Порохня, Т. С. Клебанова, В. В. Витлинский, А. И. Черняк, В. А. Небукин и др. — Х.: ИД «ИНЖЭК», 2009. — 428 с.
- Черняк О. І. Навчальні матеріали курсу англійської мови за професійним спрямуванням. Тема: Statistics: Sampling Techniques. Для студентів економічного факультету / О. І. Черняк, М. В. Петровський, Н. М. Семенихіна. — К., 2009. — 47 с.
- Клебанова Т. С. Математичні методи і моделі ринкової економіки: навчальний посібник / Т. С. Клебанова, О. І. Черняк, М. О. Кизим. О. В. Раєвнєва та інші. — Харків: ВД «ІНЖЕК», 2010. — 456 с.
- Страхування: практикум: навчальний посібник / В. Д. Базилевич, Р. В. Пікус, А. О. Старостіна, О. І. Черняк, В. В. Шпирко та інші. За ред. В. Д. Базилевича. — 2-ге вид., перероб. і допов. — К.: Знання, 2010. — 607 с.
- Анисимов В. В. Предельные теоремы для некоторых редких функционалов на цепях Маркова и полумарковских процессах / В. В. Анисимов, А. И. Черняк //Теория вероятностей и математическая статистика. — 1982. — № 26. — С. 3—8.
- Анисимов В. В. Асимптотическое поведение неоднородных потоков редких событий / В. В. Анисимов, А. И. Черняк // Изв. АН СССР.Техническая кибернетика. — 1983. — N6. — С. 73—80.
- Черняк А. И. Предельные теоремы для схем суммирования на стационарной последовательности в схеме серий / А. И. Черняк // Укр.математический журнал. — 1985. — Т. 37, № 4. — С. 531—535.
- Черняк А. И. Сходимость процессов ступенчатых сумм на процессах с перемешиванием / А. И. Черняк // Укр.математический журнал. — 1990. — т.42, N5.— С. 716—721.
- Chernyak O.I. Asymptotic behaviour of a complex renewable standby system with fast repair / O.I. Chernyak, J. Sztrik // Problems of Control and Information Theory. — 1991. — V. 20(1). — Р. 37—44.Budapest, Hungary.
- Chernyak O.I. Limit theorems for dependent summation schemes/| O.I. Chernyak, J. Sztrik // Random Operators and Stochastic Equations. — 1993. — v. 1, N 1. — Р.29—36. VSP, Utrecht, The Netherlands.
- Черняк О. І. Оптимальне розміщення при стратифікованому відборі у випадку нелінійних функцій витрат / О. І. Черняк // Вісник Київського університету. Економіка. — 1996. — № $17. — С. 128 — 133.
- Черняк О. І. Дослідження залежності окремих показників платіжного балансу України / О. І. Черняк, Т. В. Хіміч // Вісник Національного банку України. — 1996. — № $1. — С. 50 — 51.
- Черняк О. І. Визначення оптимального портфеля цінних паперів і методи врахування ретроспективних даних / О. І. Черняк. О. В. Пешко // Банківська справа. — 1997. — № 4. — С. 58—61.
- Черняк О. І. Визначення оптимального ефективного валютного курсу для зовнішньоторгівельної діяльності / О. І. Черняк, А. В. Ставицький // Банківська справа. — 1997. — № 6. — С. 51—53.
- Черняк О. І. Модифікація макроеконометричної моделі Morishima-Saito для економіки України / О. І. Черняк, Є. С. Корнієнко // Вісник Національного банку України, — 1998. — № 5. — С. 6 — 9.
- Черняк О. І. Методологія розрахунку прогнозу платіжного балансу / О. І. Черняк, Н. М. Іванік, А. В. Ставицький // Вісник Національного банку України. — 1998. — № 12. — С. 42—44.
- Черняк О. І. Інвестиції з позиції теорії еволюційних процесів/ О. І. Черняк, А. Запечельнюк // Банківська справа. — 1998. — № 6. — С. 42—45.
- Черняк О. І. Знаходження оптимальних розмірів вибірок при стратифікованому відборі з опуклими функціями витрат / О. І. Черняк, А. В. Ставицький // Вісник Київського університету, Економіка. — 1998. — № 39. — С. 42—46.
- Черняк О. І. Оптимальне розміщення при двоетапному стратифікованому відборі у випадку нелінійних функцій витрат / О. І. Черняк // Вісник Київського університету, Економіка. — 1998. — N39. — С. 63—66.
- Chernyak O.I. Allocation Problem in Two-stage Stratified Sampling with a Nonlinear Cost Function / O.I.Chernyak // Theory of Stochastic Processes. — 1997. — Vol. 3(19), N 3. — P.147—153.
- Chernyak O.I. On training the experts of economic cybernetics at Kyiv Taras Shevchenko University / O.I.Chernyak // Theory of Stochastic Processes. — 1999. — Vol. 5(21), N 1—2. — P.1—5.
- Черняк О. І. Оптимальне проведення соціально-економічних вибіркових обстежень із подвійним відбором / О. І. Черняк // Вісник Київського університету. Економіка. — 1999. — 3 40. — С. 68—70.
- Chernyak O.I. Optimal allocation in stratified sampling with a nonlinear cost function / O.I.Chernyak, G.O.Chornous // Theory of Stochastic Processes. — 2000. — V. 6(22), N 3—4. — P. 6—17.
- Черняк О. І. Аналіз економічної ситуації в Україні за допомогою індексів / О. І. Черняк, Н. М. Іванік, А. В. Ставицький // Банківська справа. — 2000. — N1. — С. 8—13.
- Черняк О. І. Нові можливості експоненціального згладжування / О. І. Черняк, Л. В. Воронова, А. В. Ставицький // Банківська справа. — 2000. — № 3. — С. 27—32.
- Черняк О. І. Методи прогнозування експорту-імпорту / О. І. Черняк, Л. В. Воронова, А. В. Ставицький // Економіка і прогнозування. — 2001. — № 2. — C. 96—109.
- Черняк О. І. Прогнозування зовнішньо-торговельних сальдо України: комбінований підхід із застосуванням VAR-моделей / О. І. Черняк, Є. С. Корнієнко // Вісник Національного банку України. — 2001. — N 11. — С. 17—20.
- Черняк О. І. Аналіз та прогноз динаміки ВВП України за допомогою методу SSA / О. І. Черняк, М. Я. Кудіненко // Економіка і прогнозування. — 2002. — № 4. — C. 134—147.
- Chernyak O. I. The sampling strategy for banking survey in Ukraine / O.I.Chernyak // Theory of Stochastic Processes. — 2001. — Vol. 7 (23), № 1—2. — P. 45—52.
- Chernyak O. I. Statistical Forecasting of the Balance of Payments of Ukraine / O.I. Chernyak, A.V. Stavytskyy // Theory of Stochastic Processes. — 2001. — Vol. 7 (23), № 1—2. — P. 53—73.
- Chernyak O. I. Optimal allocation in stratified and double sampling with a nonlinear cost function / O.I. Chernyak // Journal of Mathematical Sciences. — 2001. — vol.103, N 4. — P. 525—528.
- Черняк О. І. Методика визначення зовнішньоекономічної безпеки України / О. І. Черняк, А. В. Ставицький // Экономическая безопасность, разведка и контрразведка. — 2002. — № 1(1). — С. 3—7.
- Черняк О. І. Застосування теорії оптимального розміщення при проведенні маркетингових досліджень / О. І. Черняк // Вісник Донецького університету. Серія В. Економіка і право. — 2003. — № 1. — C. 55—58.
- Васєчко О. О. Застосування техніки вибіркових досліджень для оцінки обсягів виробництва та обсягів реалізації малих підприємств /О. О. Васєчко, О. І. Черняк, Є. М. Жуйкова, В. О. Небукін // Статистика України. — 2003. — N 3. — C. 4—9.
- Черняк О. І. Виявлення ознак неплатоспроможності підприємства та можливого його банкрутства / О. І. Черняк, О. В. Крехівський, В. О. Монаков, Д. В. Ящук// Статистика України. — 2003. — № 4. — C. 87—94.
- Черняк О. І. Оптимальна частка відбору серед респондентів, які не відповіли при вибірковому обстеженні / О. І. Черняк // Теоретичні та прикладні питання економіки. — 2004. — № 4. — С. 120—128.
- Черняк О. І. Застосування коінтеграції та векторної моделі корекції похибки до аналізу, моделювання та прогнозування соціальної безпеки України / О. І. Черняк, О. В. Баженова // Економічна кібернетика. — 2004. — № 1—2. — С. 21—26.
- Черняк О. І. Моделювання динаміки процентних ставок за кредитами комерційних банків України / О. І. Черняк, В. О. Небукін // Банківська справа. — 2004. — № 5—6. — С. 67—73.
- Черняк О. І. Аналіз розподілу банківських установ по території України / О. І. Черняк, О. М. Обушна, В. О. Небукін // Банківська справа. — 2005. — № 1. — С. 10—21.
- Черняк О. І. Modeling credit interest rate of Ukrainian banks / О. І. Черняк, В. О. Небукін // Теоретичні та прикладні питання економіки. — 2006. — № 9. — С. 126—136.
- Черняк О. І. Застосування дискримінантного аналізу для оцінки платоспроможності підприємств України / О. І. Черняк, Д. В. Ящук // Вісник Київського університету. Економіка. — 2006. — № 86—87. — С. 36—39.
- Черняк О. І. Методика вибіркових досліджень у банківській системі України / О. І. Черняк, А. Б. Камінський // Вісник Національного банку України. — 2006. — № 8. — С. 14—19.
- Черняк О. І. Комплексний підхід до вибіркових досліджень у банківській системі України / О. І. Черняк, А. Б. Камінський // Банківська справа. — 2006. — № 4. — С. 79—84.
- Черняк О. І. Українська школа економічного прогнозування: стан та перспективи розвитку / О. І. Черняк, Г. О. Чорноус // Вісник Львівської державної фінансової академії. — 2006. — № 11. — С. 385—390.
- Черняк О. І. Оцінка ймовірності банкрутства страхових компаній методом послідовних наближень в марківському середовищі / О. І. Черняк, В. В. Шпирко, Д. О. Щур // Вісник Львівської державної фінансової академії. — 2006. — № 10. — С. 358—365.
- Черняк О. І. Внесок Є.Слуцького в аксіоматичну побудову теорії ймовірностей та її розвиток / О. І. Черняк // В кн.: Є.Слуцький. Визнання. Творча спадщина з погляду сучасності. Монографія / За ред. В. Д. Базилевича. — К.: Знання, 2007. — С. 73—85.
- Черняк А. И. Характеристика FOREX как объекта прогнозного моделирования динамики рыночных трендов / А. И. Черняк // Культура народов Причерноморья. — 2007. — № 122. — С. 111—113.
- Черняк О. І. Моделювання надходжень від введення податку на продаж як джерела поповнення бюджету курортних територій / О. І. Черняк, Ю. Є. Самарцев // Управління економікою рекреаційних територій, галузей і підприємств: Зб.наук.праць. — Донецьк: ТОВ «Юго-Восток», 2008. — С. 244—255.
- Chernyak O.І. Optimum sampling fraction among the nonrespondents with nonlinear cost function / O.I.Chernyak // Baltic-Nordic Workshop on Survey Sampling Theory and Methodology, Tallinn. -Statistics Estonia, 2008. — Р.69—72.
- Черняк О. І. Внесок Є. Є. Слуцького у створення української школи економіко-математичного моделювання / О. І. Черняк // Вісник Запорізькогонаціонального університету. — 2008. — № 1 (3). — С. 5—13.
- Черняк А. И. Новые подходы к проведению социально-экономических выборочных исследований / А. И. Черняк // В кн.: Тезисы докладов Международной научной конференции «Научные основы внедрения новых технологий в епоху Нового Возрождения», Ашхабад, Туркменистан, 12—14 июня 2009 р. — Ашхабад: Ylym, 2009.- C.564—568.
- Chernyak O. Application of Survey Sampling Methods to Market Research / O.Chernyak, V.Nebukin // Proceedings of the Baltic-Nordic-Ukrainian Summer School on Survey Statistics. — Kyiv: «ТВі МС», 2009. -P.58—64.
- Черняк О. І. Є. Є. Слуцький — фундатор української школи економіко-математичного моделювання / О. І. Черняк // Формування ринкової економіки. — 2008. — Вип.18 «Проблеми економічної кібернетики». — С. 213—222.
- Черняк О. І. Методологічні засади моделювання індексу цін стабільності / О. І. Черняк, О. В. Баженова // Економіка і прогнозування. — 2009. — № 3. — С. 123—133.
- Черняк О. І. Економічне прогнозування в Київському національному університеті імені Тараса Шевченка (до 65-річчя економічного факультету) / О. І. Черняк // Тези доповідей Міжнародної науково-практичної конференції «Прогнозування соціально-економічних процесів» (ПСЕП-2009), 16—17 квітня 2009 р., м. Київ. — К.: МІВВЦ, 2009. — С. 15—18.
- Черняк О. І., Кучерук Л. В. Застосування байєсівських мереж в економіці / О. І. Черняк, Л. В. Кучерук// Вісник Харківського національного університету імені В. Н. Каразіна. Економічна серія—2009. — № 869. — С. 199—209.
- Черняк О. І. Застосування байєсівських мереж для класифікації фінансового стану підприємств основних галузей економіки України / О. І. Черняк, К. Л. Юрченко // Бизнес Информ. — 2010. — № 4(2). — С. 109—115.
- Черняк О. І. Використання байєсівських мереж для оцінки рівня концентрації кредитного ризику / О. І. Черняк, Л. В. Кучерук // Проблеми і перспективи розвитку банківської системи України. Зб.наукових праць. — 2009. — Вип. 27. — С. 6—21.
- Черняк О. І. Українська школа економічного прогнозування на сучасному етапі // Тези доповідей Міжнародної науково-практичної конференції «Прогнозування соціально-економічних процесів» (ПСЕП-2010), 3—5 червня 2010 р., м. Бердянськ. — К.: КВІЦ, 2010. — С. 9—12. — 0,3 др. арк.
- Pavlenko T. Credit risk modeling using bayesian networks / T.Pavlenko, O.Chernyak // International Journal of Intelligent Systems.—2010. — Volume 25, Issue 4.-Wiley Periodicals, Inc., A Wiley Company.- P.326 — 344 (USA).
- Chernyak O. Stability price index: peculiarity of modeling in Ukraine / O. Chernyak, O.Bazhenova // Argumenta Oeconomica. — Wroclaw University of Economics. — 2010. — N 1 (24). — P. 21—29. (Poland).

## Джерело
- Сайт економічного факультету Київського університету імені Тараса Шевченка [Архівовано 13 серпня 2011 у Wayback Machine.]

| українська персоналія | Це незавершена стаття про особу, що має стосунок до України. Ви можете допомогти проєкту, виправивши або дописавши її. |